# Transwa
Transwa is een regionale openbare vervoersmaatschappij in West-Australië. De maatschappij verbindt 240 bestemmingen, van Kalbarri in het noorden tot Augusta in het zuidwesten en Esperance in het zuidoosten.
Het Transwa-netwerk voorziet vervoer tussen de belangrijkste regionale centra waaronder Bunbury, Kalgoorlie, Northam, Geraldton en Albany.
Transwa maakt deel uit van de Public Transport Authority die in 2003 de Western Australian Government Railways Commission verving.

## Dienstverlening

### Treindiensten

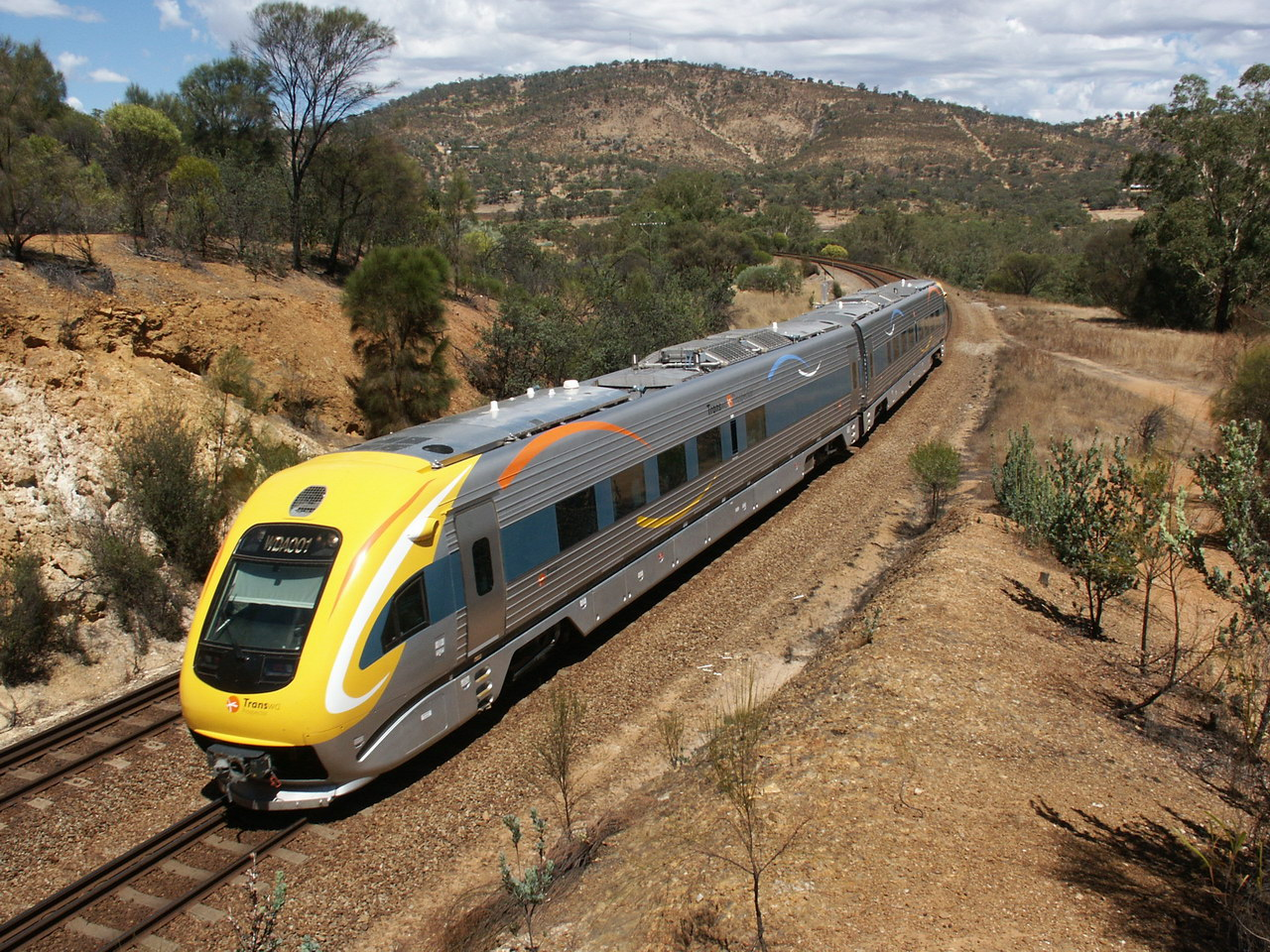
The Prospector nabij Toodyay in 2004

Transwa verzorgt vier treindiensten:
- Australind: Perth - Bunbury
- AvonLink: Midland - Northam
- MerredinLink: East Perth - Merredin
- The Prospector: East Perth - Kalgoorlie

### Busdiensten

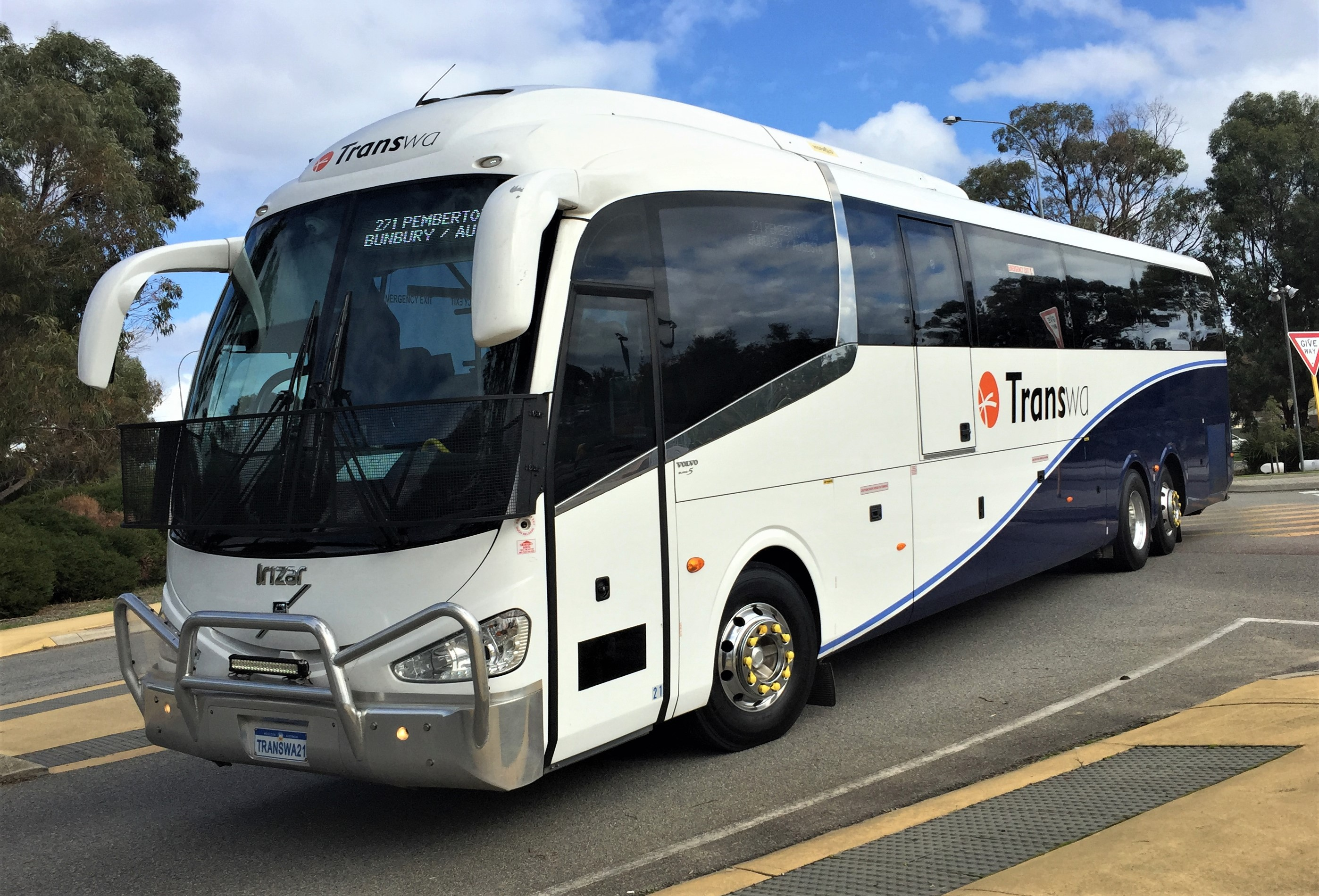
Volvo B11R

In 2003/2004 nam Transwa 21 Scania-K124EB-bussen in dienst. In 2015/2016 werden deze vervangen door 23 Volvo-B11R-bussen. Daarmee verzorgt Transwa 14 busdiensten:
- GE1: Perth - Esperance via Jerramungup/Dumbleyung
- GE2: Perth - Esperance via Kulin/Hyden
- GE3: Kalgoorlie - Esperance
- GS1: Perth - Albany via Williams/Kojonup
- GS2: Perth - Albany/Gnowangerup/Katanning via Northam/Narrogin
- GS3: Perth - Albany via Bunbury/Walpole
- N1: Perth - Geraldton/Kalbarri via Eneabba
- N2: Perth - Geraldton via Moora/Kalbarri
- N3: Perth - Geraldton via Northam/Mullewa
- N4: Geraldton - Meekatharra
- N5: Perth - Geraldton via Jurien Bay
- SW1: Perth - Augusta/Pemberton via Bunbury
- SW2: Perth - Pemberton via Bunbury en Donnybrook
- SW3: Perth - Pemberton via Bunbury, Collie, Boyup Brook en Bridgetown

## Vloot

### Treinstellen
| Type        | Fabrikant      | In dienst | Aantal gebouwd | Aantal in dienst | Spoorbreedte | Max snelheid | Treindienst             | Afbeelding |
| ----------- | -------------- | --------- | -------------- | ---------------- | ------------ | ------------ | ----------------------- | ---------- |
| ADP/ADQ     | Comeng         | 1987      | 5              | 5                | 1.067 mm     | 110 km/u     | Australind              |            |
| WDA/WDB/WDC | United Goninan | 2004/05   | 7              | 7                | 1.435 mm     | 200 km/u     | The Prospector          |            |
| WDA/WDB/WDC | United Goninan | 2004/05   | 2              | 2                | 1.435 mm     | 200 km/u     | AvonLink & MerredinLink |            |

### Bussen
23 Volvo-B11R-bussen